# Белозёрный (Оренбургская область)
Белозёрный — посёлок в Кваркенском районе Оренбургской области. Входит в состав Аландского сельсовета.

## География
Находится на левобережье речки Каменка (левый приток Суундука) в 1,5 км южнее озера Белое на расстоянии примерно 13 км по прямой на юг-юго-запад от районного центра села Кваркено.

## История
Посёлок был основан, предположительно, в 1935 году как посёлок Фермы колхоза «Путь к социализму» (центр село Андрианополь).
В 1966 году Указом Президиума ВС РСФСР посёлок отделения № 4 совхоза «Аландский» переименован в Белозёрный.

## Население
| 2010 |
| ---- |
| 78   |